# Рахмонов, Рахим
Рахим Рахмонов (30.06.1910 — 22.01.1980) — заряжающий 82-мм миномёта 1178-го стрелкового полка (350-я стрелковая дивизия, 13-я армия, 1-й Украинский фронт) красноармеец, участник Великой Отечественной войны, кавалер ордена Славы трёх степеней.

## Биография
Родился 30 июня 1910 года в кишлаке Вогат Ходжентского уезда Самаркандской области Туркестанского края, ныне Истаравшанский район Согдийской области Таджикистана, в семье крестьянина. Узбек. Окончил 2 класса. Работал в колхозе.
В марте 1942 года был призван в Красную Армию Ура-Тюбинским горвоенкоматом. С апреля 1942 года участвовал в боях с захватчиками на Юго-Западном, 1-м Украинском фронтах. Был дважды легко ранен. К лету 1944 года воевал в составе 1178-го стрелкового полка 350-й стрелковой дивизии, был заряжающим 82-мм миномёта. С этой частью прошёл до конца войны.
Осенью 1944 года в боях при расширении плацдарма на левом берегу реки Висла в составе расчёта уничтожил до 20 солдат противника и две автомашины. Награждён медалью «За отвагу».
Особо отличился на завершающем этапе войны, в боях в ходе Нижне-Силезской и Берлинской наступательных операций. Член КПСС с февраля 1945 года.
5-7 февраля 1945 года в боях за город Люблин (Нижнесилезское воеводство, Польша) был ранен, но поле боя не покинул. Расчёт подавил 2 пулемёта и вывел из строя более 20 гитлеровцев. При отражении контратаки из карабина лично уничтожил 3 гитлеровцев.
Приказом по частям 350-й стрелковой дивизии от 28 февраля 1945 года (№9/н) красноармеец Рахманов Рахим награждён орденом Славы 3-й степени.
17 апреля 1945 года в боях за населённый пункт Гросс-Луя (южнее города Котбус, земля Бранденбург, Германия) красноармеец Рахмонов огнём из миномёта уничтожил 2 огневые точки и более 10 гитлеровцев. Под огнём противника с нейтральной полосы доставил мины, которые расстрелял по контратакующему противнику. Когда кончился боезапас, участвовал в отражении атаки противника, в рукопашной схватке уничтожил двух вражеских солдат. Командиром полка вновь был представлен к награждению орденом Славы 3-й степени (наградной лист был оформлен уже после победы, но сведений о награждении предыдущим орденом Славы в нём не было).
23 апреля 1945 года в составе расчёта в боях на окраине Берлина (Германия) огнём из миномёта подавил 2 пулемётные точки с их расчётами. Командиром полка вновь был представлен к награждению орденом Славы 3-й степени, (хотя наградной лист был оформлен уже после победы, 20 мая, сведений о награждении предыдущим орденами Славы отсутствовали).
Приказами по частям 350-й стрелковой дивизии от 17 мая 1945 года (№ 31/н, за бой 18 апреля) и от 26 мая 1945 года (№ 37/н, за бой 23 апреля) красноармеец Рахманов Рахим награждён двумя орденами Славы 3-й степени.
В 1946 году был демобилизован. Вернулся на родину. Через 24 года после был исправлена ошибка с фронтовыми .
Указом Президиума Верховного Совета СССР от 22 апреля 1969 года приказы от 17 и 26 мая 1945 года были отменены и Рахмонов Рахим награждён соответственно орденами Славы 2-й и 1-й степеней. Стал полным кавалером ордена Славы.
Жил в кишлаке Вогат Истаравшанский район Согдийской области Таджикистана. Работал бригадиром в совхозе. Скончался 22 января 1980 года.

## Награды
- Орден Октябрьской Революции
- Полный кавалер ордена Славы:
  - орден Славы I степени (22.04.1969)[3];
  - орден Славы II степени (22.04.1969)[4];
  - орден Славы III степени (28.02.1945)[5];
- медали, в том числе:
  - «За отвагу» (30.10.1944)[6]
  - «За освобождение Праги» (9.6.1945)
  - «За взятие Берлина» (9.5.1945)[7]
  - «В ознаменование 100-летия со дня рождения Владимира Ильича Ленина» (6 апреля 1970)
  - «За победу над Германией» (9 мая 1945[8])

- - «20 лет Победы в Великой Отечественной войне 1941—1945 гг.» (7 мая 1965[9])
  - «30 лет Победы в Великой Отечественной войне 1941—1945 гг.»[10]
  - «50 лет Вооружённых Сил СССР» (26 декабря 1967[11])
- Знак «25 лет победы в Великой Отечественной войне» (1970)

## Память
- На могиле установлен надгробный памятник
- Его имя увековечено в Главном Храме Вооружённых сил России, и навсегда запечатлено на мемориале «Дорога памяти»
- Одна из улиц в городе Истаравшан (до 2000 года – Ура-Тюбе) названа в его честь.